# Селянська війна

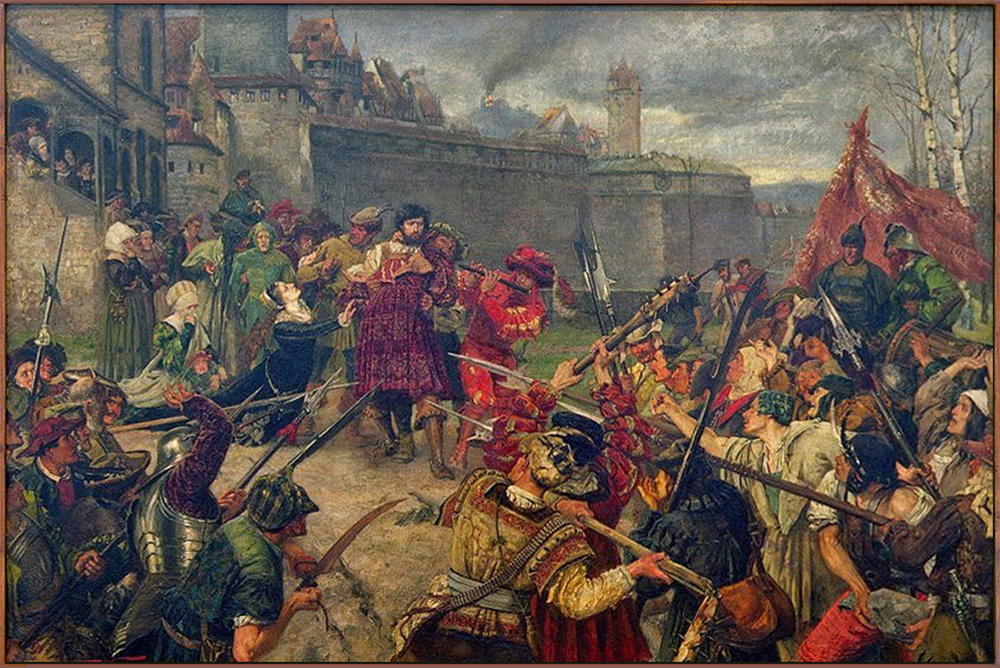

Селя́нська війна́ (нім. Bauernkrieg; рос. крєстьянская война) — в історіографії найбільш значні виступи простолюду (посполитих, селян, кріпаків тощо) впродовж історії. Як термін запроваджений до наукового обігу Фрідріхом Енгельсом 1850 року у праці "Селянська війна в Німеччині", присвяченій великому повстанню німецьких селян 1524—25 років. Поширене в радянській історіографії, особливо у повоєнний період у дослідженнях російської історії. До селянських війн відносять китайські Повстання жовтих пов'язок (184–205), власне селянську війну (874—884), повстання Хуана Чао (875–884), Повстання секти Білого лотоса (1796 — 1804); французьку Жакерію (1358), німецьку селянську війна (1524–1525); московські повстання Болотникова (1606—1607), Разіна (1676—1681), Булавіна (1707—1709), Пугачова (1773–1775); а також наші селянсько-козацькі рухи — Хмельниччину (1648—1649) і Коліївщину (1768–1769).

## Теорія
Теор. осмислення дотичних істор. процесів спиралося на формаційну та класову метатеорію, поширену в рад. історіографії. У зв’язку із цим сел. війни розглядалися як найвища форма класової боротьби селянства, що була характерна для феод. суспільно-екон. формації на пізній стадії її розвитку. 300-річчя Разінського та 200-річчя Пугачовського повстань у 2-й пол. 1960-х — 1-й пол. 1970-х рр. актуалізували проблему сел. війн у рад. історіографії. Відбулися дискусії, в ході яких були виокремлені їхні характерні риси: розмах нар. боротьби, що охоплював значну частину території й населення країни, та особливо жорстокий характер і затятість. Зазначалося, що сел. війни подолали локальність, характерну для ін. форм нар. боротьби в зазначену епоху. Окрім селян, до боротьби приєднувалися ін. верстви населення, насамперед козаки та посадські люди, деяка частина дрібних "служилих людей". Обґрунтовувалася можливість поєднати в ході С.в. боротьбу селян проти гнобителів і визвол. рух. Зверталася увага на те, що боротьба повсталих відрізнялася особливою впертістю, дискутувалася проблема можливості постановки в ході т. зв. огороджування питання про владу в державі. Уточнювалося питання про характер С.в., зокрема про репрезентацію в ході подій інтересів добуржуазних елементів, про ідеологію, "програму", настрої та сподівання повсталих. Причини сел. війн здебільшого пов’язувалися з погіршенням становища селян та ін. верств населення. Так, напр., С.в. під проводом С.Разіна пояснювалася як відповідь селянства країни на завершення процесу юрид. оформлення кріпосного права 1649 за Уложенням царя Олексія Михайловича. С.в. під проводом О.Пугачова пояснювалася погіршенням становища кріпосних селян після видання низки законів наприкінці царювання імп. Єлизавети Петрівни та в перші роки правління Катерини II. Особливістю С.в. як форми нар. боротьби було те, що вона нерідко починалася не на території, де селянство перебувало в найбільш пригнобленому стані, а навпаки — на території, де населення було найбільш вільним. Тому сел. війни під проводом С.Разіна, К.Булавіна та О.Пугачова починалися на Дону чи на Яїку (нині р. Урал), де проживало козацтво, яке мало відносну свободу та свою військ. організацію. Те ж саме стосується Визвол. війни в Україні та Білорусі 1648—54 (Національна революція 1648—1676), організатором якої було козацтво українське. У цьому зв’язку ставилося питання про істор. значення сел. війн, причому зверталася увага на прогресивні наслідки нар. боротьби для подальшого розвитку сусп-ва. Так, підкреслювалося, що пам’ять про С.в. та загроза її повторення змушували феодалів і держ. владу обмежувати феод. гноблення. Наголошувалося на негативних наслідках поразки С.в. у Німеччині 1524—25, де її поразка, як підкреслювалося в історіографії, призвела до посилення влади князів та консервації роздробленості країни. Із поразкою С.в. під проводом Д.Дожі в Угорщині пов’язували розгром угор. військ турками в 1526 в битві при Могачі (Угорщина), оскільки феодали не наважилися озброїти селян, а угор. дворянське військо було занадто малочисельним, щоб протистояти туркам.
Щодо причин поразок більшості сел. війн основну з них правомірно вбачали в неорганізованості повсталих у порівнянні з їхніми суперниками, які спиралися на силу д-ви. При цьому відзначалося, що в ході сел. війн проявлялися деякі риси організації повсталих. Загалом сел. війни розглядалися як різновид громадян. війни свого часу. Нарешті, зверталася увага на міжнар. значення сел. війн, оскільки ці події викликали відгуки за кордоном, про них повідомляли автори з різних країн. Істор. значущість сел. війн часто-густо пов’язувалася з тим, що вони знаходили відображення в різних формах нац. к-ри та міцно зберігалися в нац. істор. свідомості в міфологізованому вигляді, причому керівники та деякі учасники цих повстань розглядалися як національні герої.

## Хронологія
- 17–27: Повстання червонобрових (Китай)
- 184–205: Повстання жовтих пов'язок (Китай)
- 3 — 5 ст.: Повстання багаудів (Римська імперія)
- 4 — 6 ст. Повстання агоністиків (Римська імперія, Африка)
- 841—843: Повстання Стеллінга (Франція)
- 874—884: Селянська війна (Китай)
- 875–884: Повстання Хуана Чао (Китай)
- 1277–1280: Повстання Івайла (Болгарія)
- 1343–1345: Повстання Юрієвої ночі (Естонія)
- 1351–1368: Повстання Червоних пов'язок (Китай)
- 1358: Жакерія (Франція)
- 1381: Селянське повстання (Англія)
- 1487–1488: Повстання в Каґа (Японія)
- 1515–1523: Повстання фрісландських селян
- 1524–1525: Селянська війна (Німеччина)
- 1606—1607: Повстання Болотникова (Московія)
- 1648—1649: Хмельниччина (Річ посполита)
- 1651: Повстання Костки-Наперського Річ посполита)
- 1676—1681: Повстання Степана Разіна (Московія)
- 1707—1709: Булавінське повстання (Московія)
- 1743: Великий даларнський танок
- 1768–1769: Коліївщина (Річ посполита)
- 1773–1775: Повстання Пугачова(Московія)
- 1786–1787: Повстання Шейса (США)
- 1793–1796: Вандейська війна (Франція)
- 1793–1804: Повстання шуанів (Франція)
- 1794: Повстання Костюшка (Річ посполита)
- 1796 — 1804: Повстання секти Білого лотоса

## Китай
- Повстання у волості Дацзе
- Повстання секти Білого лотоса (1796 — 1804)

## Німеччина
- Селянська війна в Німеччині

## Польща
- Галицьке повстання (1846)

## Росія
- Повстання Пугачова

## Україна
Концепція С.в. тісно пов’язана з історією України. Багато з подій С.в. початку 17 ст. в Російській державі проходили на території Північної України. Восени 1604 та взимку 1604/05 населення цієї території надало активну підтримку Лжедмитрію I в його боротьбі за московський. престол. Завдяки цій підтримці він зміг оговтатися від поразки, якої завдали йому воєводи царя Бориса Годунова в січні 1605 при Добриничах (нині Суземському р-ні Брянської обл., РФ). У червні 1606 в Путивлі розпочалося повстання під проводом І.Болотнікова. Запороз. козаки перебували у складі військ Лжедмитрія I та в Тушинському таборі Лжедмитрія II від 1608 до поч. 1610 під Москвою. 1618, на заключному етапі "Смути" в Росії поч. 17 ст., запорожці на чолі з П.Конашевичем-Сагайдачним брали участь у поході королевича Владислава Ваза на Москву, після невдачі якого між Моск. д-вою та Річчю Постолитою було укладено Деулінське перемир’я 1618.
Як С.в. в історіографії розглядалася й Визвол. боротьба в Україні та Білорусі під проводом Б.Хмельницького. У цьому величезному народному русі в Україні, який до того ж мав визвольний характер, важливу роль відігравав соціальний підтекст, пов’язаний з існуванням принизливого феод. гноблення українських селян у маєтках польс. магнатів та катол. церкви.
У С.в. під проводом С.Разіна брали участь українські та донські козаки. Вони згадуються в джерелах як "хохлачі". Повстанці діяли в межах Бєлгородської та Ізюмської засік. У серпні — на поч. вересня 1670 загін донських козаків-повстанців на чолі з отаманами Ф.Шандрою та Ф.Колчевим, який пересувався проти течії Дону, був підтриманий частиною острозьких "черкас". На сторону повсталих перейшов полковник острогозьких "черкас" І.Дзиковський. Містечка Острогозьк та Ольшанськ (нині с. Верхній Ольшан Острогозького р-ну Воронезької обл., РФ) на короткий час захопили повсталі, проте 10 вересня повстання в Острогозьку було придушене, І.Дзиковський, Ф.Колчев, ін. козаки були страчені. 1 жовтня 1670 донські козаки-повстанці на чолі з отаманом Леском Черкашеніним зайняли Маяцький (нині с. Маяки Слов’янського р-ну Донец. обл.) та Царев-Борисов (нині с. Оскіл Ізюмського р-ну Харків. обл.), 16 жовтня — Балаклію, Зміїв та Мерефу, надіслали "прелестное письмо" ("лист-звернення") мешканцям Харкова. Під їхнім впливом у Богодухові відбулося повстання, а бєлгородський воєвода кн. Г.Ромодановський повідомляв про появу "воровських козаків" на крайньому заході Ізюмської засіки під Полтавою та Гадячем, а також — Конотопом і Черніговом. 5 листопада 1670 в битві під Маяцьким та Царевим-Борисовим повсталі були розбиті каральним загоном полк. Г.Косагова та запороз. козаками на чолі з ген. осавулом Війська Запорозького М.Гвинтовкою.
Булавінське повстання, котре розглядалося в історіографії як С.в., почалося на території України зі вбивства повсталими донськими козаками в Шульгинському городку (нині с. Шульгинка Старобільського р-ну Луганської обл.) на Айдарі (прит. Сіверського Дінця, бас. Дону) 9 жовтня 1707 командира карального полку полковника кн. Ю.Долгорукова та розгрому карателів. Незабаром під Зактоновим городком на Айдарі віддані уряду козаки завдали поразки повстанцям, які втекли на Чортомлицьку Січ, де їх підтримала частина козаків і де вони перезимували. У березні 1708 булавінці повернулися з Чортомлицької Січі на Дон, і разом із ними пішла частина запороз. козаків, котрі взяли участь у подальшому повстанні на Дону. За вказівкою рос. царя Петра I карателям належало спустошити городки донських козаків по Сіверському Дінцю вище Луганського городка (нині смт Станиця Луганська Луган. обл.). Пізніше ця територія була відібрана рос. урядом від Всевеликого Війська Донського. Керівник цього повстання, К.Булавін, був козаком Трьохізбенського городка (нині с. Трьохізбенка Слов’яносербського р-ну Луган. обл.) на Сіверському Дінці, на території України.
Низку суттєвих ознак С.в. мало значне повстання українських селян 1768 — Коліївщина під проводом М.І.Залізняка та І.Гонти.
У сучасній рос. та укр. історіографії як сел. війни розглядалися деякі великі нар. рухи новітнього часу, які розгорнулися в період громадян. війни в Росії та Україні. Це — повстання селян Тамбовської губ. 1920—21 під проводом есера А.Антонова проти продрозкладки, відоме в рад. історіографії як "Антоновщина". В Україні та частково на Дону це був рух під проводом Н.Махна, який у рад. історіографії мав назву "махновщина". Підкреслювалося, що обидві ці сел. війни були породжені політикою "воєнного комунізму", яка проводилася рад. владою.
Взагалі, паралельно зникали селянство як сусп. клас та селянські війни, але процес у різних країнах відбувався не синхронно. Раніше всього — в Англії в період "огороджування", пізніше всього — на території колиш. СРСР і, зокрема, в Україні, у ході колективізації сільського господарства.
- Коліївщина

## Франція
- Жакерія